# جسیکا چیس
جسیکا چیس (انگلیسی: Jessica Chase؛ زادهٔ ۱۱ ژوئیهٔ ۱۹۷۸) ورزشکار ورزش شنا اهل کانادا است.
وی در مسابقات کشوری و بین‌المللی در مجموع برندهٔ ۱ مدال طلا، ۲ مدال برنز شده‌است.